# UPIXO・イン・アクション: ミッション・イン・スノードリフトランド
『UPIXO・イン・アクション: ミッション・イン・スノードリフトランド』（UPIXO in Action: Mission in Snowdriftland）は、2006年12月にFlash Playerを搭載したブラウザ向けに公開されたプラットフォーム・ゲーム。2007年1月16日に一度非公開となり、2010年12月にWiiウェアのインディーゲームをテーマに再公開された後に再度削除された。2018年12月22日、偶然にもExtra Toxicのサイトでプレイ可能であることが発見され、2020年12月24日、YouTube動画「Mission in Snowdriftland: Nintendo's forgotten Flash game」でSteam向けリメイク版が発表された。また、ゲームサイトではデモも公開され、ゲーム本編は2021年冬に発売された。このゲームは、Extra Toxic社が開発し、任天堂とtons of bits社が発売した。さまざまな任天堂製品を宣伝するアドベントカレンダーを兼ねて2006年12月1日から12月24日まで毎日ステージが一つ追加され、ステージ内の雪の結晶を集めることでさまざまなアイテムをダウンロードすることができた。ゲームは当初1月14日にオフラインになる予定が、1月16日まで延期された。2010年12月にインディーゲーム版として復活すると発表された。元の公式ページは現在は利用できない。ただし、インディーゲーム版が終了した後もポートフォリオの一部としてExtraToxicのWebサイトからゲームにアクセスすることも可能であった。本来このサイトはパスワードで保護されているはずであったが、不具合ために機能していなかった。BlueMaximaのFlashpointと呼ばれるプログラムでアーカイブされたものがプレイできる。作曲はFabian Del Prioreによる。
YouTuberのNick Robinsonが作成した「Mission in Snowdriftland: Nintendo's forgotten Flash game」というタイトルの動画では、2021年後半に開発者によるSteam向けリマスター版が発表され、

## ストーリーライン
邪悪なペンギンの「エルピックス」は、人間界からゲームファイルを盗み出し、スノードリフトランドにある自分の隠れ家に持ち去った。UPIXO（United Pixelheroes Organisation）は、誰も生き残れないほどの寒さの中で、どうすればいいのかわからない。しかし、UPIXOのボスである助手のシュワッベル教授は、これまでのテレビゲームの役柄が悪かったためにフロントで文句を言っていた生きた雪だるまの「チャッビィスノー」を見つけ、ゲームファイルを取り返してほしいと頼むのだった。2006年12月は毎日、「チャッビィ」の冒険の新しいレベルにアクセスできるようになり、12月24日の「エルピックス」との最終決戦へとつながっていく。

## ゲームプレイ
ゲームでは、白い雪だるまの「チャッビィスノー」を操作します。ゲームの主な目的は、雪の結晶を集める（各レベルには24個の雪の結晶が在る）。レベルが完了すると、ゲームファイルがダウンロードできるようになる。ゲームは4つのエリアに分かれている。氷の塊、森、氷山、エルピックスの隠れ家で各エリアには6つのステージがあり（ステージの番号は2006年12月にリリースされた日に対応）、合計24になる。各ステージには24個の雪片が含まれており、そのレベルで取得したゲーム/コンソールファイルの報酬のロックを解除するために収集可能。次のステージにアクセスするためにステージをクリアする必要はないが、すべてのステージですべての雪片を取得することで報酬が得られ、すべてのステージを終了するまで最終戦闘にアクセス不可。最初チャビーは死ぬまでに3ヒットしか取れない。いくつかのレベルには追加のハートコンテナなどの隠されたパワーアップが含まれ、これによりチャビーのライフメーターに永続的なハートが追加される。